# ویکتوریا پارادیز
ویکتوریا پارادیز (انگلیسی: Viktoriya Paradiz؛ زادهٔ ۲۲ ژوئن ۱۹۶۸) بازیکن زن بسکتبال اهل اوکراین بود.